# Erica Johnson Debeljak

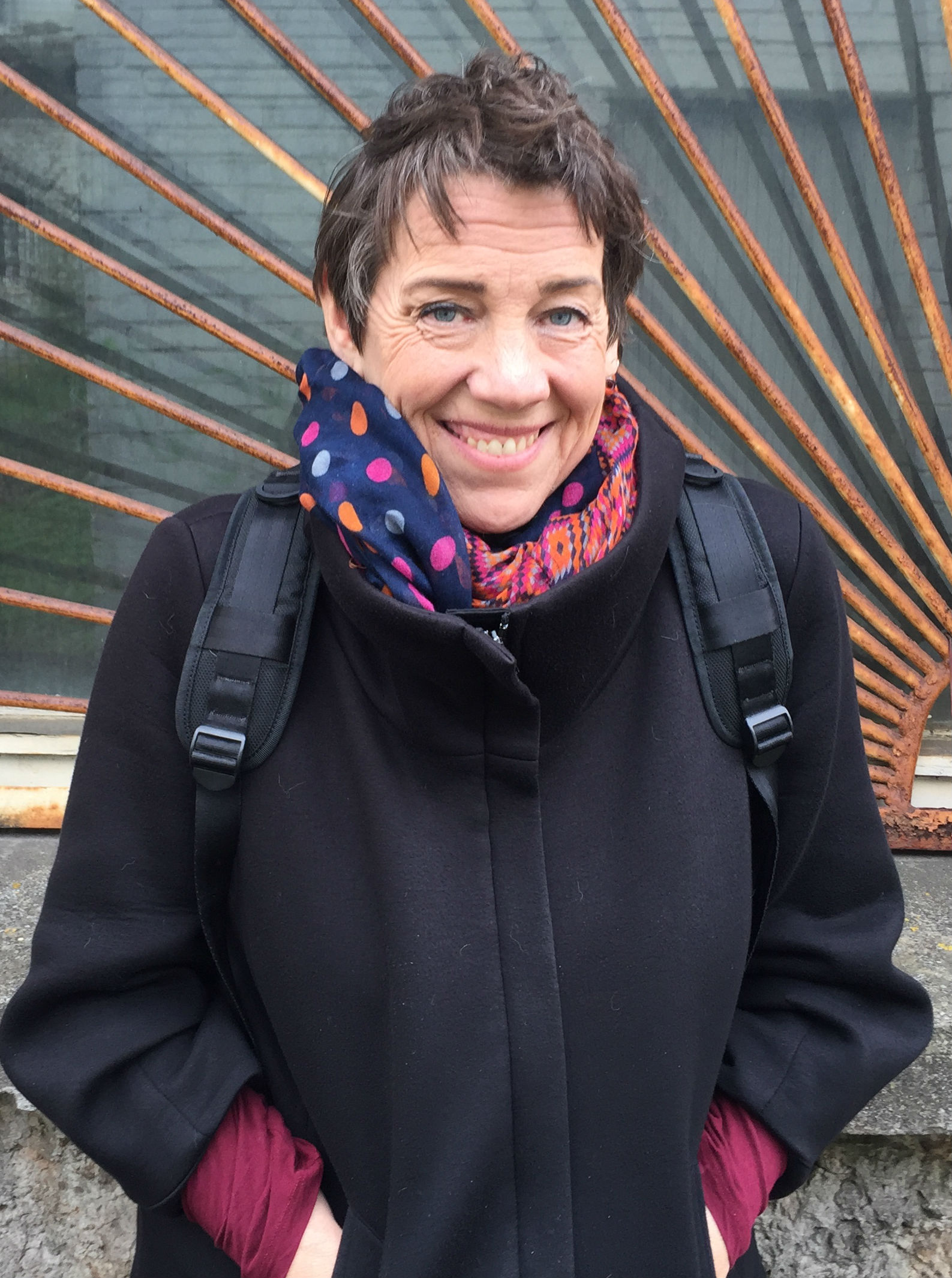
Erica Johnson Debeljak, 2017

Erica Johnson Debeljak, geborene Erica Johnson (* 17. September 1961 in San Francisco, Kalifornien, USA) ist eine amerikanisch-slowenische Autorin, Übersetzerin und Kolumnistin, die in Slowenien lebt und publiziert.

## Leben und Werk
Erica Johnson Debeljak wuchs in San Francisco auf und zog 1980 nach New York, wo sie an der Columbia University ein Bachelorstudium der Romanistik und an der New York University ein Masterstudium der Betriebswirtschaft absolvierte. Anschließend arbeitete sie mehrere Jahre als Finanzanalystin für die heutige BNP Paribas sowie für mehrere Wall Street-Firmen. 1991 lernte sie den slowenischen Dichter und Kulturwissenschaftler Aleš Debeljak kennen und die beiden begannen eine Beziehung. 1993 entschloss sich Johnson Debeljak, ihrem künftigen Ehemann nach Ljubljana zu folgen und verließ die USA.
In Slowenien begann neben ihrem Familienleben auch ihre literarische Karriere. Auf Anfrage der Tageszeitung Delo verfasste Johnson Debeljak regelmäßige Kolumnen über ihre Eingewöhnung im neuen Umfeld. 1999 veröffentlichte sie zu diesem Thema ihr autobiografisch-essayistisches Erstlingswerk Tujka v hiši domačinov (Die Fremde im Haus der Einheimischen). Dieses Buch schrieb sie zuerst auf Englisch, anschließend wurde es ins Slowenische übersetzt (Übers. Jana Cedilnik). Diesen Modus sollte Johnson Debeljak in der Folge beibehalten. Eine Besonderheit ist hierbei auch, dass alle ihre Bücher (bis auf Forbidden bread, 2009) zuerst in Slowenien publiziert wurden.
Johnson Debeljaks Opus ist genremäßig vielfältig, als thematische Konstante zieht sich jedoch deutlich die Verbindung autobiographischer Erfahrungen mit den behandelten literarischen Stoffen durch ihr Opus. 2004 publizierte sie einen Essayband zum slowenischen Dichter Srečko Kosovel: Srečko Kosovel. Pesnik in jaz (Srečko Kosovel. Der Dichter und Ich), in dem sie ihr Verhältnis zu Kosovels Werk reflektiert. 2007 folgte die Kurzgeschichtensammlung Tako si moj (So sehr bist du mein), die von Themen wie Fremdheit und Multikulturalität handelt. 2009 erschienen ihre Memoiren Forbidden bread. A memoir, ihr einziges Werk, das zuerst in Amerika und erst dann in Slowenien (Titel: Zarečeni kruh) erschien. Mit Antifa cona (Antifa-Zone, 2012) und Tovarna koles (Die Fahrradfabrik, 2015) folgten zwei Kriminalromane, in denen sich Johnson Debeljak der Herausforderung stellen wollte, nicht über autobiographische Themen zu schreiben, später äußerte sie jedoch, dass ihr das Schreiben über sich selbst mehr liege. Für Tovarna koles wurde sie 2016 für den Mira-Preis des Frauenausschusses des slowenischen PEN-Zentrums nominiert.
Der plötzliche Tod ihres Mannes im Jahr 2016 stellte für Johnson Debeljak einen besonders einschneidenden Schicksalsschlag dar. 2018 veröffentlichte sie den Sammelband Saj grem samo mimo. Razglednice Aleša Debeljaka (Ich gehe ja nur vorbei. Aleš Debeljaks Postkarten), der sich mit der Leidenschaft ihres Mannes für das Schreiben von Ansichtskarten auseinandersetzt und in dem zahlreiche Freunde und Kollegen Debeljaks, u. a. auch Ludwig Hartinger, Texte veröffentlichten. Gleichzeitig begann sie sich, mit dem Witwentum auseinanderzusetzen und begann ein Doktoratsstudium am Forschungsinstitut der Slowenischen Akademie der Wissenschaften und Künste. Als Teilresultat veröffentlichte sie 2021 das Buch Devica, kraljica, vdova, prasica (dt. Übersetzung verliebt, verheiratet, verwitwet, verhurt, 2023 im Marix Verlag, übersetzt von Metka Wakounig), in dem sie ihre eigenen Erfahrungen mit historischen Beispielen von Witwen durch die Geschichte verflechtet. Es wurde in Slowenien von einer breiten Öffentlichkeit rezipiert und erhielt im selben Jahr den Preis für das beste Buch der Slowenischen Buchmesse. Dies ist das erste Buch in der Geschichte des Preises, das im Original nicht auf Slowenisch verfasst wurde.
Johnson Debeljak gilt neben Lidija Dimkovska als die prominenteste Stimme nicht Slowenisch schreibender Autoren in Slowenien. Mehrmals machte sie auf die Diskriminierung von Autoren aufmerksam, die in Slowenien leben, jedoch in anderen Sprachen schreiben und daher zu bestimmten Förderungen und Literaturpreisen keinen Zugang haben. Erst 2010 änderte der Slowenische Schriftstellerverband seine Statuten und gestattete auch solchen Schriftstellerinnen die Aufnahme. Johnson Debeljak versteht sich selbst als slowenische Schriftstellerin, da ihre Bücher in und von Slowenien handeln sowie dort erscheinen.
Neben ihrer eigenen schriftstellerischen Tätigkeit ist sie auch als Übersetzerin tätig und übersetzte mehrere renommierte slowenische Autoren ins Englische, so z. B. Milan Dekleva, Evald Flisar, Dane Zajc, Boris Pahor, Feri Lainšček und Breda Smolnikar.
Johnson Debeljak lebt in Ljubljana und hat drei Kinder mit Aleš Debeljak. Ihr jüngster Sohn Lukas (* 1999) ist ebenfalls Dichter.

## Publikationen

### Bücher
- 1999: Tujka v hiši domačinov. Maribor: Obzorja. Übersetzt von Jana Cedilnik.
- 2004: Srečko Kosovel. Pesnik in jaz. Ljubljana: Študentska založba. Übersetzt von Jana Cedilnik.
- 2007: Tako si moj. Ljubljana: Mladinska Knjiga. Übersetzt von Andrej E. Skubic.
- 2009: Forbidden Bread. A memoir. Berkeley: North Atlantic Books.
  - slow. Übersetzung: Prepovedani kruh. Spomini. Ljubljana: Modrijan. Übersetzt von Andrej E. Skubic.
- 2012: Antifa cona. Ljubljana: Modrijan. Übersetzt von Andrej E. Skubic.
- 2015: Tovarna koles. Ljubljana: Modrijan. Übersetzt von Maja Novak.
- 2018: (Herausgabe) Saj grem samo mimo. Razglednice Aleša Debeljaka. Ljubljana: Mladinska knjiga.
- 2021: Devica, kraljica, vdova, prasica. Ljubljana: Mladinska knjiga. Übersetzt von Andrej E. Skubic.
  - dt. Übersetzung: verliebt, verheiratet, verwitwet, verhurt. Wiesbaden: Verlagshaus Römerweg, 2023. Übersetzt von Metka Wakounig.

### Literarische Übersetzungen
- 1998: Žarko Petan: Aphorisms. Ljubljana: Slovene Writers’ Association.
- 2001: Arne Hodalič: Voyage into the illusory mirror. Photography 1988-2000. Radovljica: Didakta.
- 2001: Kajetan Kovič: The story of Radenska. Radenci: Radenska.
- 2003: Boris A. Novak: The master of insomnia. Selected poems. Ljubljana: Slovene Writers’ Association.
- 2004: Fran Levstik: Martin Krpan. Ljubljana: Prešernova družba.
- 2004: Dane Zajc: Barren harvest. Buffalo (New York): White Pine Press.
- 2005: Breda Smolnikar: The ballad of wild milk. Depala vas: B. Smolnikar.
- 2006: Jana Bauer: In the land of gingerbread. Ljubljana: Sodobnost International.
- 2006: Borut Brumen: Bonrut 07. Ljubljana : Filozofska fakulteta.
- 2007: Milan Dekleva: Blind spot of time. Ljubljana: Slovene Writers’ Association.
- 2007: Tatjana Kokalj: Emil rabbit. Ljubljana: Sodobnost International ([Ivančna Gorica]: Impress).
- 2007: Desa Muck: The giant hen. Ljubljana: Sodobnost International.
- 2007: Meta Hočevar: Play spaces. Ljubljana: Selbstverlag.
- 2007: Andrej Rozman: How Oscar became a detective. Ljubljana: Sodobnost International. Vodnikova založba (DSKG).
- 2008: Feri Lainšček: Muriša. Ljubljana: Slovene Writers’ Association.
- 2008: Peter Svetina: Anton’s circus. Ljubljana: Vodnikova založba (DSKG). Sodobnost International (Ivančna Gorica: Impress)
- 2008: Rok Vilčnik: Garbage on the moon. Kranj : Javni zavod Prešernovo gledališče.
- 2008: Majda Koren: Louisa from outer space. Ljubljana: Vodnikova založba (DSKG). KUD Sodobnost International.
- 2009: Cvetka Bevc: Song for a fairy. Ljubljana: Vodnikova založba (DSKG).
- 2009: Evald Flisar: Spots becomes a world champion. Ljubljana: Kulturno-umetniško društvo Sodobnost International. Vodnikova založba (DSKG).
- 2009: Tatjana Kokalj: Emil rabbit’s holiday. Ljubljana: Vodnikova založba (DSKG).
- 2009: Slavko Pregl: The puppets from the seventh floor. Ljubljana: Vodnikova založba (DSKG).
- 2009: Boris Pahor: A difficult spring. Ljubljana: Slovene Writers’ Association.
- 2011: Brane Mozetič: Lost story. Greenfield (Massachusetts): Talisman House. Publishers.
- 2011: Jana Bauer: The witch vanisher. Norman: Texture Press.
- 2011: Feri Lainšček: 16 novels. Murska Sobota: Franc-Franc.
- 2012: Janja Žitnik Serafin: Bridges and walls. Slovenian multiethnic literature and culture. Frankfurt am Main: Peter Lang.
- 2017: Jasmina Kozina Praprotnik: The long running life of Helena Zigon. A true story in 21 kilometers. DeKalb (IL): Northern Illinois University Press.
- 2018: Primož Suhodolčan: Sprout. From lanky to legendary. Ljubljana: Karantanija.
- 2019: Feri Lainšček: Origins. A poem about love. Ljubljana: Mladinska knjiga.
- 2019: Stojan Špegel: Industrial motive. Ljubljana: Edina.
- 2019: Nejc Gazvoda: The excursion. Nothing gets by the squirrels. Novo Mesto: Goga.
- 2020: Tatjana Jamnik Pocajt: The spirit of mount Denali. Maribor: Pro-Andy.
- 2022: Jana Babšek: Ljubelj/Mauthausen concentration camp. 1943-1945. Tržič: Museum.
- 2022: Varja Balžalorsky Antić: The lyric subject. A reconceptualization. Berlin: Peter Lang.